# Earle (Northumberland)
Earle – wieś w Anglii, w hrabstwie Northumberland. Leży 68 km na północny zachód od miasta Newcastle upon Tyne i 464 km na północ od Londynu. W 2001 miejscowość liczyła 89 mieszkańców.